# Provincia di Chota
La provincia di Chota è una provincia del Perù, situata nella regione di Cajamarca.

## Geografia antropica

### Suddivisioni amministrative
È divisa in 19 distretti (comuni)
- Chota
- Anguía
- Chadín
- Chalamarca
- Chiguirip
- Chimban
- Choropampa
- Cochabamba
- Conchán
- Huambos
- Lajas
- Llama
- Miracosta
- Paccha
- Pión
- Querocoto
- San Juan de Licupis
- Tacabamba
- Tocmoche